# ماريوس-أري لوبلوند

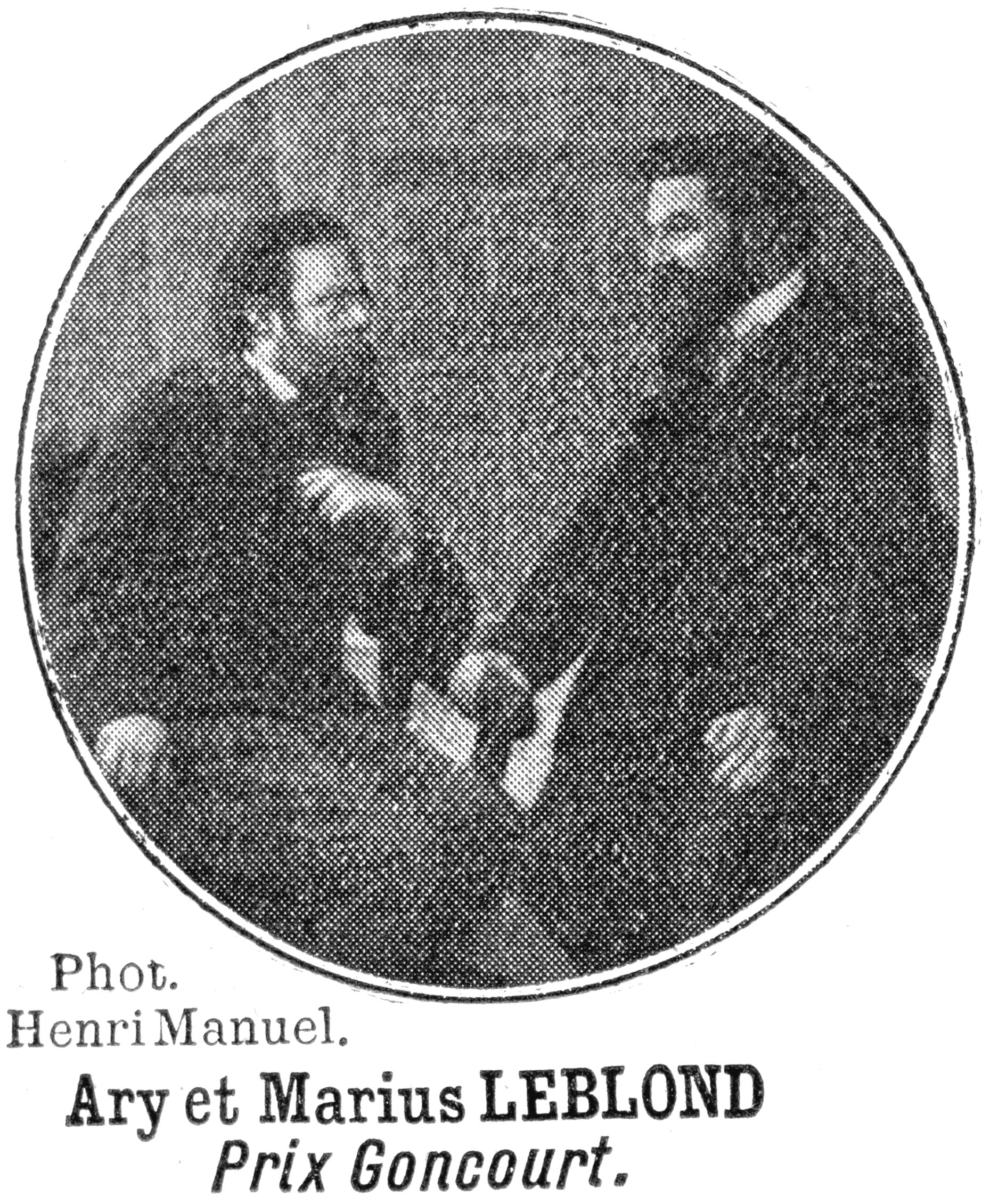

ماريوس-أري لوبلوند هو اسم مستعار لاثنين من الكتاب، وصحفيون ونقاد فن مجتمعين، وكانوا أبناء عمومة:
- ماريوس لوبلوند، اسم مستعار لجورج أثينا، ولد في 26 فبراير 1880 بسان ديني وتوفى في 8 مايو 1953 بباريس.[3][4][5]
- أري لوبلوند، اسم مستعار لألكسندر مرلو ويدعى إيميه مرلو، ولد في 30 يوليو 1877 بسان بيير وتوفى في 7 أبريل 1958 بريونيون.

حازت روايتهم في فرنسا على جائزة غونكور عام 1909. الذي يحكي عن مسار شابين من شعوب الكريول جاءا للدراسة بجامعة السوربون.